# La Herlière
La Herlière ist eine französische Gemeinde mit 136 Einwohnern (Stand 1. Januar 2022) im  Département Pas-de-Calais in der Region Hauts-de-France. Sie gehört zum Arrondissement Arras, zum Kanton Avesnes-le-Comte und zum Gemeindeverband Campagnes de l’Artois.

## Lage
Die Gemeinde La Herlière liegt im Südosten des Artois, 15 Kilometer südwestlich von Arras. Nachbargemeinden von La Herlière sind Bavincourt im Norden, Bailleulmont im Nordosten, La Cauchie im Osten, Humbercamps im Südosten, Humbercamps im Süden, Gaudiempré im Südwesten sowie Saulty im Westen. Die südöstliche Gemeindegrenze verläuft auf einer alten Heerstraße des Systems Chaussée Brunehaut.

## Bevölkerungsentwicklung
| Jahr                       | 1962 | 1968 | 1975 | 1982 | 1990 | 1999 | 2006 | 2016 | 2022 |
| -------------------------- | ---- | ---- | ---- | ---- | ---- | ---- | ---- | ---- | ---- |
| Einwohner                  | 167  | 137  | 121  | 124  | 135  | 127  | 152  | 148  | 136  |
| Quellen: Cassini und INSEE |      |      |      |      |      |      |      |      |      |

## Sehenswürdigkeiten

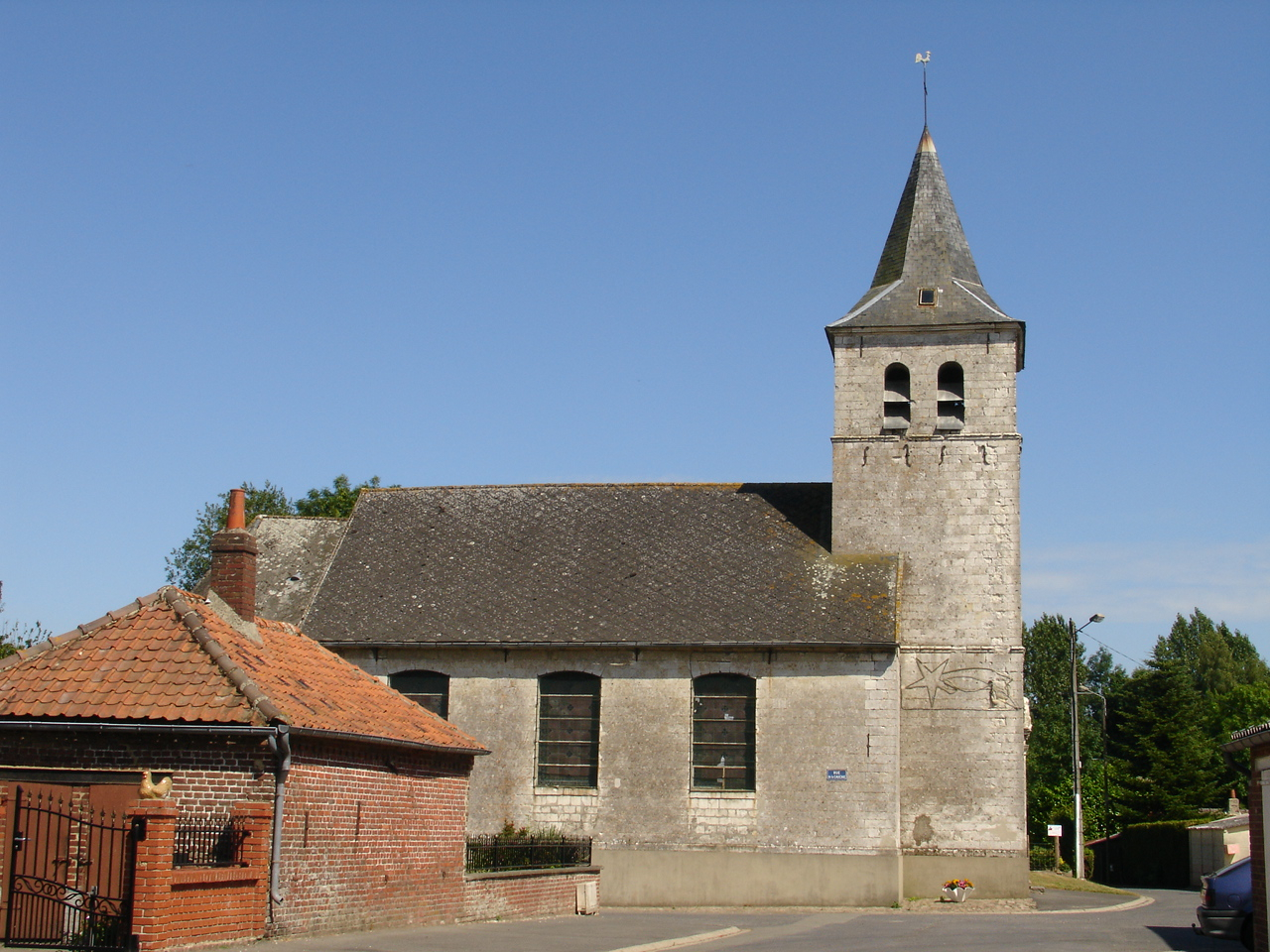
Kirche Saint-Jean
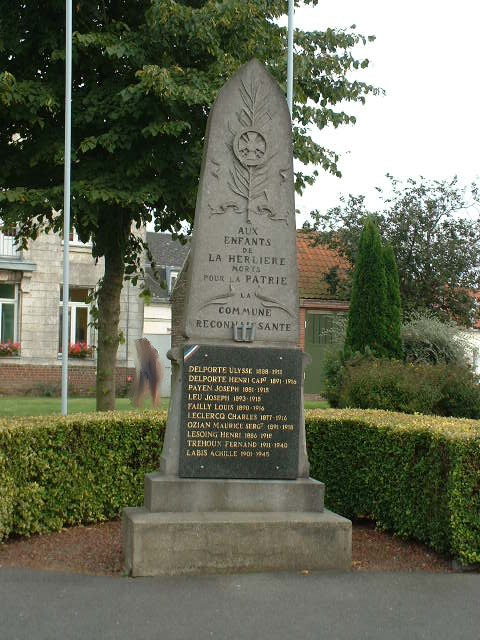
Wasserturm

- Kirche Saint-Jean
- Gefallenendenkmal